# Шажко Валерій Валерійович
Валерій Валерійович Шажко (17 грудня 1968) — радянський та український футболіст, який грав на позиції півзахисника. Відомий за виступами у низці українських клубів першої та другої ліг СРСР, а також у клубах першої української ліги, загалом зіграв в українській першій лізі 180 матчів, зіграв також 7 матчів у радянській першій лізі.

## Клубна кар'єра
Валерій Шажко розпочав займатися футболом у севастопольській ДЮСШ-5. У 1986 році дебютував у складі команди майстрів, зігравши 12 матчів у складі сімферопольської «Таврії» в другій лізі СРСР, ще один матч зіграв у Кубку СРСР, проте гравцем основного складу не став, та протягом наступних двох років у командах майстрів не грав. У 1989 році знову грав у складі сімферопольської «Таврії» вже в першій лізі, проте й цього разу основним гравцем команди не став, зігравши в складі сімферопольської команди лише 7 матчів.
З початку сезону 1990 року Валерій Шажко перейшов до складу команди другої нижчої ліги «Чайка» з Севастополя. У складі севастопольської команди став одним із гравці основного складу, за два сезони зіграв у складі команди 69 матчів. У першому чемпіонаті незалежної України Шажко зіграв у складі севастопольської команди 24 матчі в першій українській лізі, проте за його підсумками «Чайка» вибула до другої української ліги. На початку сезону 1992—1993 років Валерій Шажко зіграв 2 матчі в Кубку України в складі «Чайки», після чого перейшов до команди першої ліги «Поліграфтехніка» з Олександрії. У складі олександрійської команди футболіст грав протягом трьох сезонів, зіграв у її складі 112 матчів у чемпіонаті країни та 6 матчів у Кубку України, а в сезоні 1993—1994 років став у складі команди бронзовим призером турніру першої ліги. На початку сезону 1995—1996 року футболіст перейшов до складу іншої команди першої ліги «Нафтохімік» з Кременчука, за яку протягом сезону зіграв 30 матчів, грав у складі клубу аж до розформування професійної команди.
На початку сезону 1996—1997 років Валерій Шажко став гравцем команди другої ліги «Авангард-Індустрія» з Ровеньок. У складі команди Шажко стає переможцем групового турніру другої ліги, що дало ровеньківській команді путівку до першої ліги, а Шажко став кращим бомбардиром команди, відзначившись протягом сезону 9 забитими м'ячами. Наступний сезон футболіст почав у складі «Авангарда-Індустрії» в першій лізі, проте на початку 1998 року повертається до Криму, де в першій половині року грає у складі аматорської команди «Харчовик» із Сімферополя, а з другої половини року до 2002 року грає у складі аматорської команди «Даніка-СЕЛМА». У 2002 Валерій Шажко став гравцем футзального клубу «Динамо-ЮРІН» з Сімферополя, в якому грав до 2006 року. З 2009 до 2013 року Валерій Шажко грав у складі аматорської команди КСГІ, після чого завершив виступи на футбольних полях.

## Титули та досягнення
- Бронзовий призер Першої ліги України: 1993–1994